# Porta de Holsten

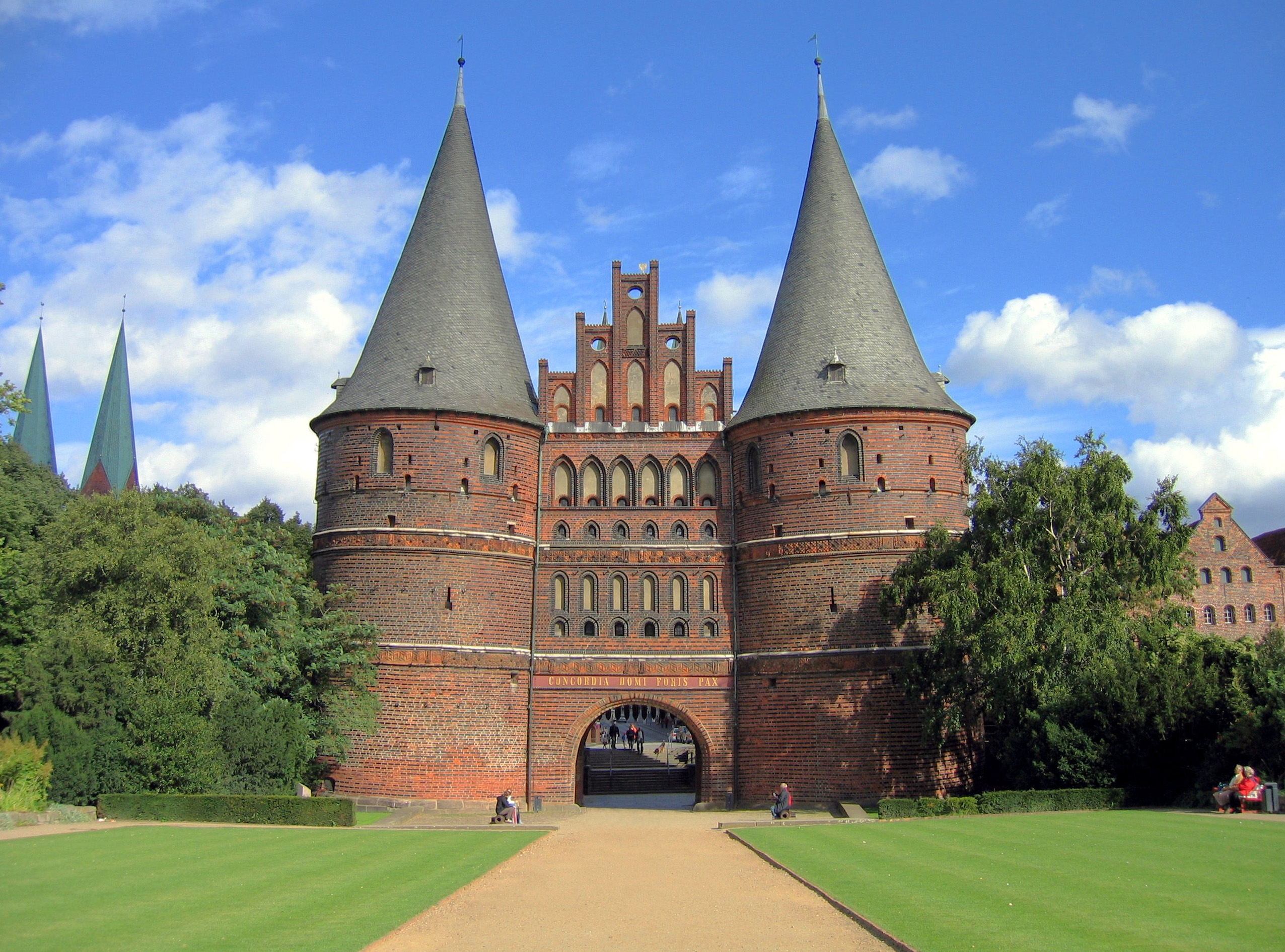
A Porta de Holsten

A Porta de Holsten (em alemão Holstentor) é uma porta citadina que marca o confim ocidental do centro antigo da cidade hanseática de Lübeck, no norte da Alemanha. A construção é de estilo gótico e é um remanscente das fortificações da cidade medieval. Junto com o centro antigo (Altstadt) de Lübeck, a porta é considerada Património Mundial da Humanidade pela UNESCO desde 1987.